# Padang Jawi
Padang Jawi is een bestuurslaag in het regentschap Zuid-Bengkulu van de provincie Bengkulu, Indonesië. Padang Jawi telt 851 inwoners (volkstelling 2010).